# Mais Linhas Aéreas
A Mais Linhas Aéreas foi uma companhia aérea brasileira com sede em Salvador. Foi fundada em 2010[carece de fontes?] e possui autorização para fazer voos regulares domésticos e voos não regulares. Possuiu duas aeronaves Fokker 100 para voos domésticos de curto alcance não regulares.
Em 2011, fechou acordo com o Centro Tecnológico da TAM a fim de serviços de adaptações técnicas e pintura nas aeronaves da Mais. A autorização para operar voos domésticos foi recebida em agosto de 2012 e em novembro do mesmo ano foi iniciada a operação dos voos.[carece de fontes?] A companhia registrou 76% de aproveitamento nos voos realizados em 2012. A companhia encerrou as atividades em 2013 e os únicos Fokker 100 foram vendidos a Air Panama.

## Frota
Frota atual da empresa:
| Aeronaves  | Quantidades | Notas                   |
| ---------- | ----------- | ----------------------- |
| Fokker 100 | 2           | Apenas para voos curtos |